# Agência Portuguesa do Ambiente
A Agência Portuguesa do Ambiente, I.P. (APA, I.P.) foi criada pelo decreto regulamentar n.º53/2007, de 27 de Abril, e culmina com a fusão do Instituto dos Resíduos com o Instituto do Ambiente.
A sua finalidade prende-se com o desenvolvimento e acompanhamento da execução das políticas ambientais, promovendo o envolvimento e a informação do público e das ONG's.

## Dirigentes
- 2023: Nuno Lacasta